# Gülcay Bükrü
Gülcay Bükrü (* 24. März 1982) ist eine ehemalige türkische Fußballspielerin.

## Karriere
Die 171 cm große Abwehrspielerin Bükrü gehörte von 1999 bis 2001 zunächst dem FCR Duisburg 55 an, in ihrer letzten Saison, 2001/2002 dem FCR 2001 Duisburg, wie sich der Verein seit der Eigenständigkeit am 8. Juni 2001 nannte.
Während ihrer Vereinszugehörigkeit – ihr Bundesliga-Debüt gab sie am 29. August 1999 (1. Spieltag) beim 10:0-Sieg im Heimspiel gegen den FSV Frankfurt – gewann sie am Ende ihrer Premierensaison in der Bundesliga die Deutsche Meisterschaft. Die beiden folgenden Saisons schloss sie mit ihrem Verein als Drittplatzierter ab. Insgesamt bestritt sie 20 Punktspiele, in denen sie ohne Torerfolg blieb. 

## Erfolge
- Deutscher Meister 2000